# Opper-Egypte
Opper-Egypte (Arabisch: al-Saʿīd / الصعيد of vollediger: 'saʿīd Miṣr' صعيد مصر) is het zuidelijke deel van Egypte dat zich uitstrekt vanaf het huidige Caïro tot aan de eerste cataract (hoewel de grens soms meer naar het zuiden werd verschoven). Het was in deze regio dat de Naqadacultuur ontstond tijdens het oude Egypte.
Het klimaat is er harder dan in Neder-Egypte. Temperaturen zijn er extremer en er is minder regenval in dit gebied dan in het noorden.
Het dialect en de gewoontes in Opper-Egypte verschilde historisch van die van Neder-Egypte. Zelfs nu is Opper-Egypte veel minder geïndustrialiseerd en beïnvloed door handel met de rest van de wereld dan Neder-Egypte.
De godin Nechbet was de patroon van Opper-Egypte. De kroon van de koningen van Opper-Egypte was de witte kroon. De plant van Opper-Egypte was de lotusplant.